# Берберія
Бербе́рія — узагальнена назва північноафриканських земель, яка тепер відповідає державній території Марокко, Алжиру і Тунісу. Назва пов'язана з берберами, групою народностей, що складали корінне населення Північної Африки до її завоювання у VII ст. арабами. Сучасні бербери, кількість яких становить понад 10 млн, розселені в Марокко, Тунісі, Лівії, Судані; берберські мови складають окрему групу семіто-хамітської мовної сім'ї.